# 서위

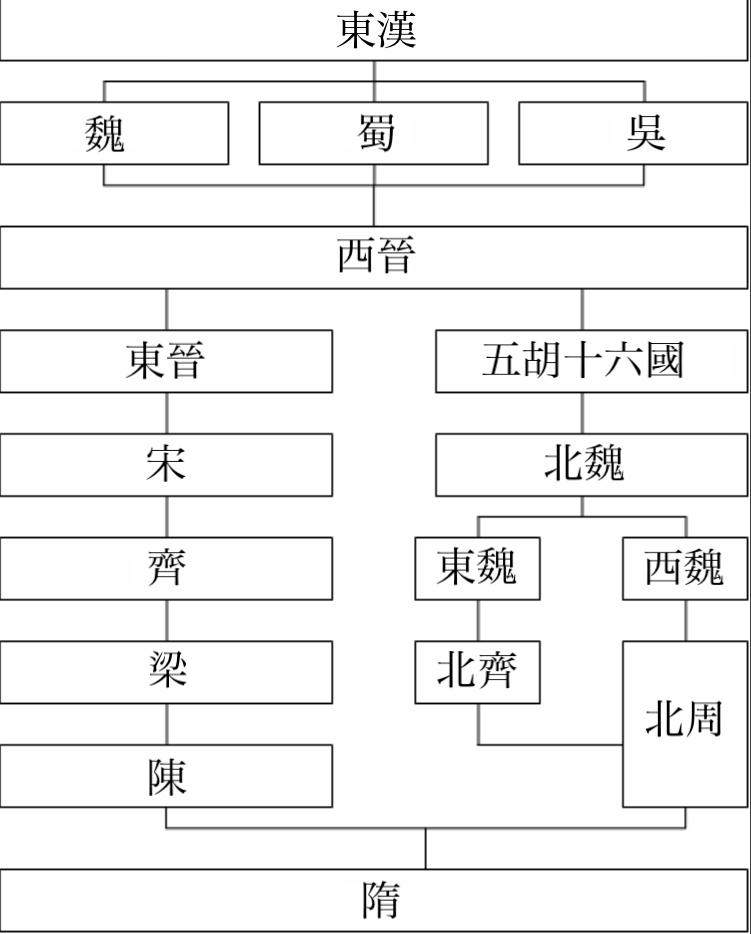
위진 남북조 왕조들의 계통도

서위(西魏, 535년 ~ 556년)는 중국 남북조 시대 북위가 분열하여 건국된 국가이다. 지금의 섬서성 일대인 관중 지방을 중심으로 영토를 가지고 있었다. 국호는 위(魏)이지만 같은 북위로부터 분열된 동위와 구별하기 위해 서위라고 부른다.

## 역사
534년에 대승상 고환을 제거하려는 음모를 꾸미다가 실패한 효무제는 낙양에서 관중으로 도망쳐 우문태에게 보호를 받았다. 황제가 없어진 고환은 곧이어 업에서 효정제를 옹립하였다. 이로써 동위가 건국되었다. 한편 효무제를 보호하던 우문태는 효무제와 서로 사이가 나빠져 효무제를 독살하고 문제를 옹립하니 이로써 서위가 건국되었다.
서위는 우문태가 실권을 장악하여 황제는 우문태의 꼭두각시였다. 국력은 동위에 비해 떨어졌지만, 군사적으로 여러 차례 동위를 압도하는 전과를 올렸다.
남조 양나라가 후경의 난에 의해 혼란해진 사이를 틈타 양나라를 공격하여 익주 일대를 빼앗아 남쪽으로 영토를 확장했다. 공제 때는 후경의 난을 틈타 항복해온 양나라의 옹주자사 소찰을 이용해 양나라의 수도인 강릉을 공격하여 함락시키고 원제(元帝)를 죽인 뒤, 소찰을 후량의 황제로 세웠다.
우문태의 사후 뒤를 계승한 우문각은 사촌동생 우문호의 도움을 받아 556년에 공제로부터 선양을 받고 제위에 올라 북주를 건국하니 이로써 서위는 멸망하였다.

## 역대 황제
| 대수  | 시호                                 | 성명           | 연호                     | 재위기간      |
| ----- | ------------------------------------ | -------------- | ------------------------ | ------------- |
| -     | 문경황제 (文景皇帝) (서위 문제 추숭) | 원유(元愉)     | -                        | -             |
| 제1대 | 문황제 (文皇帝)                      | 원보거(元寶炬) | 대통(大統) 535년 ~ 551년 | 535년 ~ 551년 |
| 제2대 | 폐황제 (廢皇帝)                      | 원흠(元欽)     | -                        | 551년 ~ 554년 |
| 제3대 | 공황제 (恭皇帝) (송공<宋公>)         | 탁발곽(拓跋廓) | -                        | 554년 ~ 556년 |